# Thomas Gwyn Elger

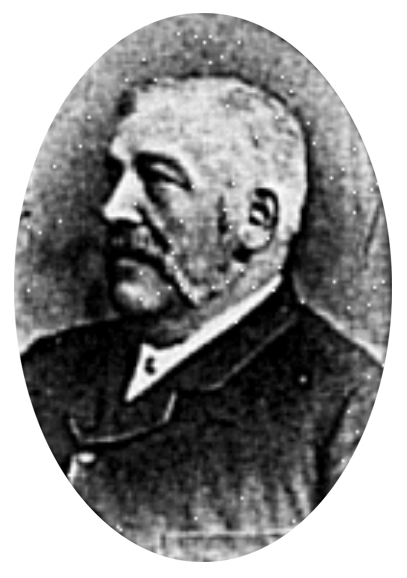
Thomas Gwyn Elger

Thomas Gwyn Elger (* 27. Oktober 1836 in Bedford; † 9. Januar 1897 ebenda) war ein Britischer Selenograph und einer der hervorstechenden Mondbeobachter der viktorianischen Zeit. Er ist besonders für seine Mondkarten bekannt, die bis in die 1960er als die besten verfügbaren galten. Er war der erste Direkter der Mond-Sektion der British Astronomical Association (BAA).

## Leben
Thomas Gwyn Empy Elger wurde am 27. Oktober 1836 in Bedford geboren, wo seine Familie schon seit mehreren Generationen ansässig war. Sein Vater Thomas Gwyn Elger (1794–1841) war Architekt und Baumeister. Großvater, Vater und er selbst engagierten sich in der Kommunalpolitik, alle bekleideten das Amt des Bürgermeisters.
Elger studierte am University College London und ergriff den Beruf des Bauingenieurs. Er arbeitete an mehreren wichtigen Bauten, darunter die Metropolitan Railway und die Severn Valley Railway. Seine Leitung des Eisenbahnbaus in Holstein kam 1864 durch den Deutsch-Dänischen Krieg zum Erliegen.

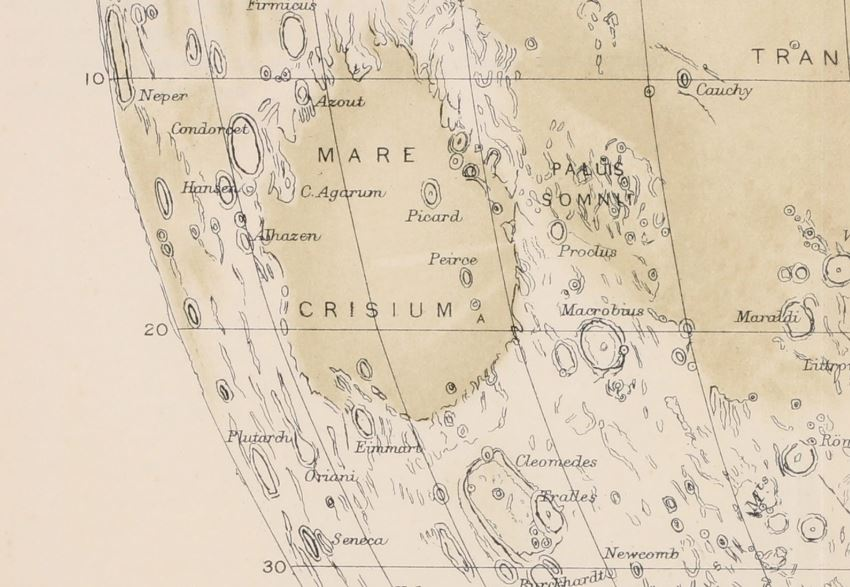
Ausschnitt aus Elgers Mondkarte rund um das Mare Crisium

Kurz danach gab er seine beruflichen Ambitionen auf und verschrieb sich der Naturwissenschaft. Schon seit frühen Tagen hatte er eine Vorliebe für die Astronomie entwickelt und er errichtete sein erstes Observatorium in Bedford.
Elger benutzte ein 8,5-Inch-Spiegelteleskop. Seine von 1884 bis 1896 angefertigten Skizzen befinden sich im Besitz der BAA. Er hatte den Ruf eines sorgfältigen und unermüdlichen Selenographen, wobei ihm seine künstlerischen Fähigkeiten zugutekamen.
Elger ist besonders für sein 1895 veröffentlichtes Buch The Moon: A full Description and Map of its Principal Physical Features bekannt, seine Karten werden wegen ihrer genauen Darstellung immer noch von Mondbeobachtern geschätzt.
Die scheinbaren Helligkeiten von Mondstrukturen werden in der Elger-Mond-Albedo-Skala ausgedrückt. Diese Skala wurde 1791 vom deutschen Astronomen Johann Hieronymus Schröter entwickelt und von Elger bekannt gemacht.
Elger war Mitglied mehrerer astronomischer Vereinigungen, am 10. Februar 1871 wurde er Fellow der Royal Astronomical Society. Er war Gründungsmitglied der kurzlebigen selenographischen Gesellschaft, 1878 Präsident der Liverpool Astronomical Society, sowie Gründungsmitglied der British Astronomical Association, in der er 1890 erster Direktor der Mond-Sektion wurde. Die  Astronomical Society of Wales ernannte ihn zum assoziierten Mitglied, eine Art Ehrenmitgliedschaft. Neben seiner astronomischen Arbeit war er auch ein passionierter Archäologe und gründete den „Bedfordshire Natural History Society and Field Club“.
Thomas Gwyn Elger starb am 9. Januar 1897 im Alter von 60 Jahren.
Der Mondkrater Elger wurde 1935 offiziell nach Thomas Gwyn Elger benannt.
Im Jahre 2003 wurde auch der Asteroid (95824) Elger nach ihm benannt.